# Innerberger Stadel (Weyer)

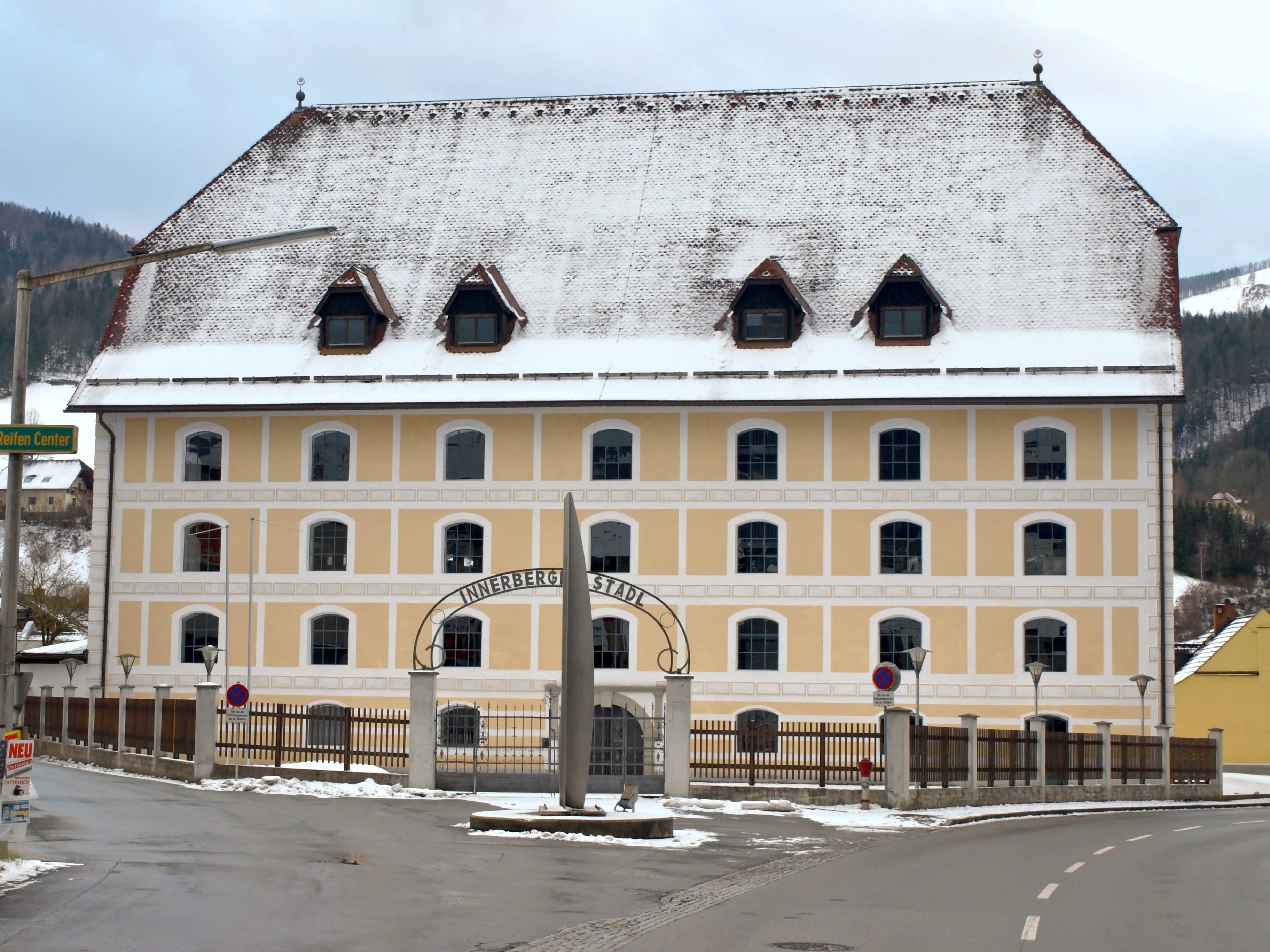
Innerberger Stadel

Der Innerberger Stadel in der oberösterreichischen Marktgemeinde Weyer (Unterer Markt 42) ist ein 1654 errichteter, ehemaliger Eisen- und Proviantspeicher. Ein weiterer Innerberger Stadel befindet sich in Steyr (Grünmarkt 26).

## Geschichte und Architektur
Die Innerberger Hauptgewerkschaft errichtete das hohe Speichergebäude 1654 als Eisen- und Proviantspeicher. Seit 1889 besaß die Möbelfabrik Schönthaler den Stadel. Am 28. Jänner 1947 verwüstete ein Feuer die oberen Etagen mitsamt dem Dachstuhl. Der Stadl war damals Sitz der Holzbauwerke Mayer, Raunicher u. Co. Das Feuer brach in einer vom Radiogeräte-Hersteller Radione angemieteten Etage aus.
Ende Februar 1990 richtete ein Sturm schwere Schäden am 1000 Quadratmeter großen Dach an. Die Reparaturen gestalteten sich schwierig, da unter anderem kaum noch Lagerbestände der bisher verwendeten Dachziegel vorhanden waren. Während der dezentralen Oberösterreichischen Landesausstellung 1998 befand sich im mittlerweile denkmalgeschützten Gebäude die Leitausstellung Land der Hämmer – Heimat Eisenwurzen. Dazu mietete das Land Oberösterreich den Stadel von den damaligen Besitzern, der Hofer Kerzenfabrik an. Seit Dezember 2010 ist das Gebäude im Besitz der Familie Peter und Herta Katzensteiner.
Die heutige barocke Fassadengestaltung entspricht der von 1889.